# Marathon (Ontario)
Pour les articles homonymes, voir Marathon.
Marathon est une ville du Nord-ouest de l'Ontario au Canada. Elle est située dans le district de Thunder Bay, sur la rive nord du lac Supérieur, au nord du parc national de Pukaskwa, au cœur du bouclier canadien.

## Histoire
À partir du Ve siècle av. J.-C. la région fut habitée par les Ojibwés.
La ville d'aujourd'hui est née comme communauté du chemin de fer nommée Peninsula, en raison de sa situation sur une péninsule du lac Supérieur. La construction du chemin de fer, entre 1881 et 1883, sur le terrain de la région, fut un grand exploit d'ingénierie. Au moment de la construction, quelque 12 000 hommes et 5 000 chevaux y travaillaient. 
Comme la plupart des communautés du chemin de fer, une fois la voie complétée, la population a chuté considérablement. Au recensement de 1935, la ville n'avait que 23 habitants.
Ce n'est que lorsque la pulperie y fut construite, entre 1944 et 1946, que la population remonta à 2 500, et le nom de la ville fut changé, d'abord pour Everest, en référence à D.C. Everest, président de la Marathon Corporation of Wisconsin, propriétaire de la pulperie, puis, pour Marathon, en honneur de la compagnie elle-même. Le nom Everest fut abandonné en raison de la ressemblance avec Everett, une autre ville de l'Ontario.
Au début des années 1980, de l'or fut découvert à Hemlo, un lieu inhabité à 40 km à l'est de Marathon. À la fin des années 1980, trois mines étaient en opération à Hemlo, deux des trois mines logeant ses employés à Marathon, doublant sa population, en faisant la plus grande ville de la rive nord entre Sault-Sainte-Marie et Thunder Bay.

## Démographie
| 2001  | 2006  | 2011  | 2016  |
| ----- | ----- | ----- | ----- |
| 4 416 | 3 863 | 3 353 | 3 273 |